# Карім Конате
Карім Конате (фр. Karim Konaté; нар. 21 березня 2004, Урагайо, Кот-д'Івуар) — івуарійський футболіст, нападник австрійського клубу «Ред Булл» (Зальцбург) та національної збірної Кот-д'Івуару.

## Ігрова кар'єра

### Клубна
Карім Конате є вихованцем івуаріського клубу АСЕК Мімозас, у складі якого виграва чемпіонат країни у 2021 році. У 2022 році Конате перебрався до Європи, де приєднався до австрійського клубу «Ред Булл». В основі клубу футболіст не провів жодного матчу, а одразу вирушив у фарм-клуб «Ліферінг», що виступає у Другій Бундеслізі.
У жовтні 2021 року Карім Конате потрапив до списку 60 кращих футболістів світу, що народились у 2003 та 2004 роках.

### Збірна
У вересні 2021 року Карім Конате дебютував у складі національної збірної Кот-д'Івуару.

## Статистика виступів

### Статистика виступів за збірну
| Дата       | Місто        | Господарі   | Результат | Гості                | Турнір                                        | Голи | Примітки |
| ---------- | ------------ | ----------- | --------- | -------------------- | --------------------------------------------- | ---- | -------- |
| 3-9-2021   | Мапуту       | Мозамбік    | 0 – 0     | Кот-д'Івуар          | Відбір до ЧС 2022                             | -    | 84'      |
| 8-10-2021  | Совето       | Малаві      | 0 – 3     | Кот-д'Івуар          | Відбір до ЧС 2022                             | -    | 71'      |
| 25-3-2022  | Марсель      | Франція     | 2 – 1     | Кот-д'Івуар          | товариський матч                              | -    | 84' 90'  |
| 3-6-2022   | Ямусукро     | Кот-д'Івуар | 3 – 1     | Замбія               | Відбір до Кубка африканських націй 2023       | -    | 87'      |
| 9-6-2022   | Совето       | Лесото      | 0 – 0     | Кот-д'Івуар          | Відбір до Кубка африканських націй 2023       | -    | 62'      |
| 16-11-2022 | Марракеш     | Кот-д'Івуар | 4 – 0     | Бурунді              | товариський матч                              | -    | 59'      |
| 19-11-2022 | Марракеш     | Кот-д'Івуар | 1 – 2     | Буркіна-Фасо         | товариський матч                              | -    | 87'      |
| 17-6-2023  | Ндола        | Замбія      | 3 – 0     | Кот-д'Івуар          | Відбір до Кубка африканських націй 2023       | -    | 62'      |
| 9-9-2023   | Сан-Педро    | Кот-д'Івуар | 1 – 0     | Лесото               | Відбір до Кубка африканських націй 2023       | -    | 79'      |
| 17-11-2023 | Абіджан      | Кот-д'Івуар | 9 – 0     | Сейшельські Острови  | Відбір до ЧС 2026                             | 2    |          |
| 20-11-2023 | Дар-ес-Салам | Гамбія      | 0 – 2     | Кот-д'Івуар          | Відбір до ЧС 2026                             | -    | 65' 78'  |
| 6-1-2024   | Сан-Педро    | Кот-д'Івуар | 5 – 1     | Сьєрра-Леоне         | товариський матч                              | -    | 63'      |
| 13-1-2024  | Абіджан      | Кот-д'Івуар | 2 – 0     | Гвінея-Бісау         | Кубок африканських націй 2023 - груповий етап | -    | 62'      |
| 18-1-2024  | Абіджан      | Кот-д'Івуар | 0 – 1     | Нігерія              | Кубок африканських націй 2023 - груповий етап | -    | 84'      |
| 22-1-2024  | Абіджан      | Кот-д'Івуар | 0 – 4     | Екваторіальна Гвінея | Кубок африканських націй 2023 - груповий етап | -    | 65'      |
| Усього     |              | Матчів      | 15        |                      | Голів                                         | 2    |          |

## Особисте життя
Своїм кумиром вважає гравця збірної Франції Каріма Бензема.

## Досягнення
Клубні
АСЕК Мімозас
- Чемпіон Кот-д'Івуару (1): 2020/21

Збірні
- Переможець Кубка африканських націй (1): 2024

Особисті
- Найкращий бомбардир чемпіонату Австрії (1): 2023/24 (20 голів)